# Frans Bakker (predikant)
Frans Bakker (Wolphaartsdijk, 19 mei 1919 – Driebergen, 2 januari 1965) was een predikant binnen de Christelijke Gereformeerde Kerken. Hij werd bekend binnen de gereformeerde gezindte door zijn boekje Gebedsgestalten.

## Biografie
Frans Bakker werd geboren op 19 maart 1919 in Wolphaartsdijk. Hij groeide op als wees en werd grootgebracht bij een oom en tante. Het gezin was lid van de Gereformeerde Kerk van Yerseke, maar ze kwamen ook wel onder het gehoor van ds. G.H. Kersten die toen in dezelfde plaats stond. Na het overlijden van zijn ouders sloot Frans Bakker zich kerkelijk aan bij de Christelijke Gereformeerde Kerk van Biezelinge en werkte toen bij een schoenmaker. Hij studeerde acht jaar theologie aan de Theologische Hogeschool Apeldoorn en werd in 1956 predikant in Huizen. In 1959 vertrok hij naar Driebergen. In 1965 overleed hij na een periode van ernstige ziekte in Driebergen.
Van ds. Bakker zijn verschillende prekenbundels en meditatieboekjes verschenen, waarvan het grootste deel na zijn overlijden. Zijn boekje Gebedsgestalten werd een bestseller met meer dan 100.000 verkochte exemplaren. Met steun uit Nederland werd het boek inmiddels vertaald in het Duits, Engels, Frans, Russisch, Chinees, Spaans, Turks en Hebreeuws. 
In 2010 een levensschets van ds. Bakker in het boek De minste der broederen.